# 迪科杜古省
9°4′N 5°46′W / 9.067°N 5.767°W

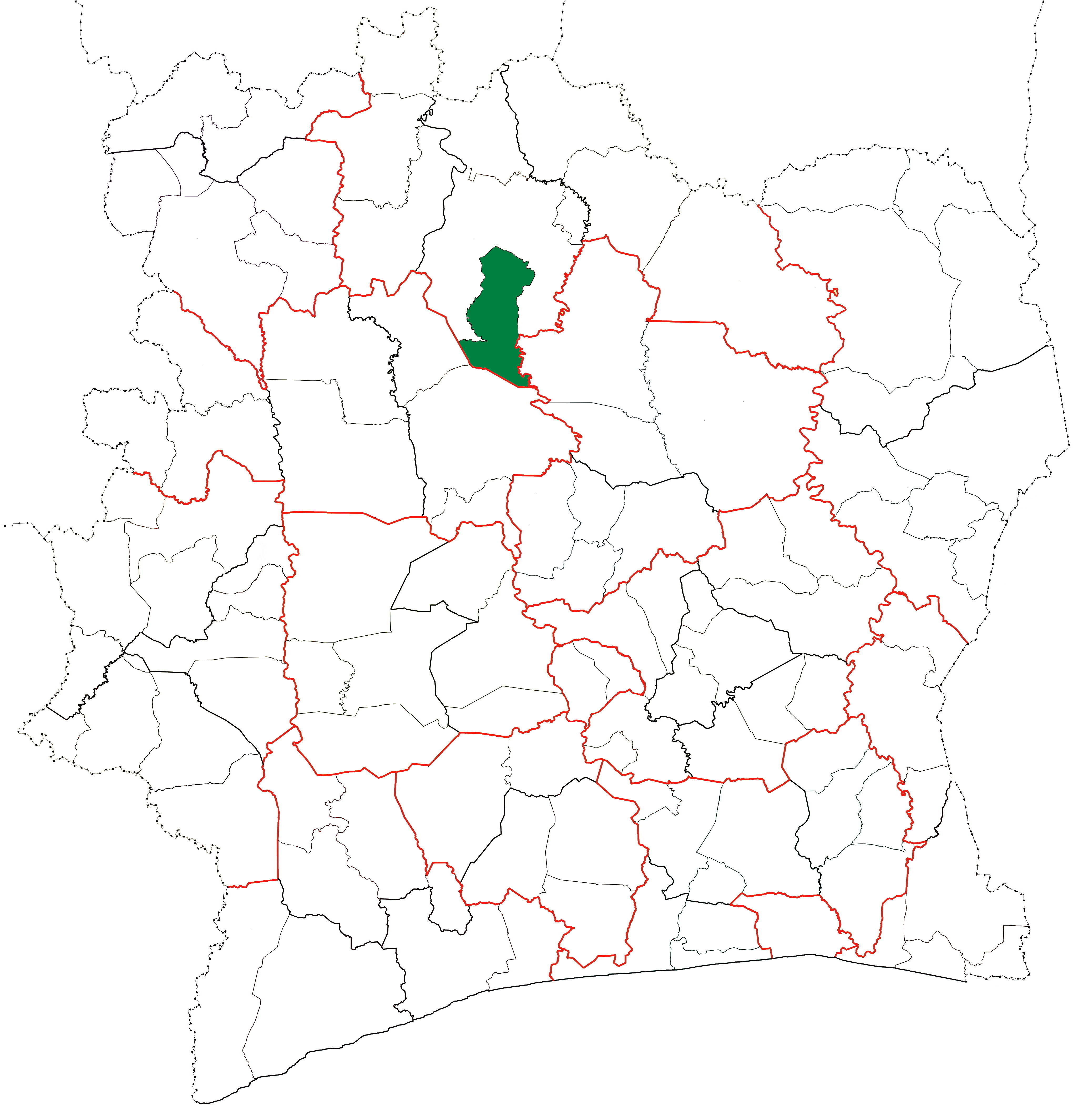

迪科杜古省（Dikodougou Department），是科特迪瓦的省份，位於該國北部薩瓦內區，由波羅大區負責管轄，首府設於迪科杜古，成立於2011年，面積2,472平方公里，2014年人口80,578，人口密度每平方公里33人。